# GameTrailers
GameTrailers (скорочено GT; укр. Ігрові трейлери) — вебсайт, що спеціалізується на ігровому відеоконтенті. На GameTrailers розміщуються відеоролики і трейлери комп'ютерних ігор (ПК-ігор, консольних і мобільних ігор): кінематографічні ролики, прев'ю, рев'ю, інтерв'ю з розробниками, геймплейні ролики. Користувачам сайту надається повний безкоштовний, що не потребує реєстрації доступ до всього відеоконтенту. При цьому відеоматеріали у більшості випадків можна дивитися як в онлайні (через інтернет-браузер), так і зберегти на локальний комп'ютер користувача. Безліч відеороликів пропонується для завантаження в двох стандартах: висока якість (950*540 пікселів) і середня якість (480*360 пікселів). Як кодеки зазвичай використовуються WMV і QuickTime.
Користувачі можуть завантажувати на сайт GameTrailers відео, створювати блоги і брати участь у форумах. Вони також можуть створювати фракції (общини) по іграм чи іншим інтересам. У фракцій є доступ до приватних закритих форумів. Сайт GameTrailers має власну валюту, яка може бути зароблена через різноманітні взаємодії з вебсайтом і може використовуватися для купівлі як віртуальних, так і реальних товарів. Раніше ця валюта називалася GTD (англ. GameTrailers Dollars — рос. долари GameTrailers), але тепер перейменована в GTP (англ. GameTrailers Points — рос. пункти GameTrailers).

## Історія сайту
GameTrailers.com був заснований Джефом Гротсом (англ. Geoff Grotz) і Брендоном Джонсом (англ. Brandon Jones) в 2003 році. Джон Слашер (англ. Jon Slusser) і його компанія «Hornet Animation» інвестували появу (запуск) сайту, і тому Слашер став генеральним президентом (CEO) GameTrailers. У листопаді 2005 року GameTrailers був придбаний компанією «MTV Networks» за нерозкриту суму
Перша версія журналу GameTrailers була показана на GT Weekly і премійована в серпні 2005 року Амандою Маккей і Деніелом Кайзером. Після 44 серій, у березні 2007 року, шоу було перейменовано в «GameOne», а також був виділений оперативний чат, де глядачі могли обговорювати шоу.
У лютому 2007 року ігровий вебсайт «Screwattack» почав надавати інформаційний контент для GameTrailers, включаючи Top Tens, Video Game Vault і серії «The Angry Video Game Nerd». Незабаром після цього телевізійне шоу «Game Head» каналу Spike TV також почало співпрацювати з GameTrailers.
21 серпня 2007 року компанія «MTV Networks» реструктуризувала свій відділ розваг і об'єднала Ifilm.com і SpikeTV.com в Spike.com, а також згрупувала це нове утворення разом з GameTrailers і Xfire в Spike Digital Entertainment і призначила Джона Слашера на посаду молодшого віце-президента, Джефа Гротса на посаду віце-президента по розвиткові продукції й Бреда Вінтерса (англ. Brad Winters) на посаду генерального менеджера сайту GameTrailers.com.
25 січня 2008 року «GameOne» був замінений GameTrailers TV перейменованою версією телевізійного шоу «Game Head» каналу Spike TV, яке усе ще вів канадський ігровий журналіст Джефф Кілі. Однак тепер шоу було продуковано GameTrailers у співпраці з Амандою Маккей і Деніелом Кайзером. Шоу показується по телеканалу Spike TV щоп'ятниці в 1.00 ночі.